# László Garai
László Garai (ur. 1410, zm. 1459), znany też jako Ladislaus Garai (łac.) i Władysław Gara – węgierski magnat, palatyn w latach 1447-1458.
Jego ojciec, Miklós Garai, był palatynem Węgier między 1366 i 1433 rokiem, podobnie jak dziadek, również Miklós. Matką László była Anna Cylejska, siostra królowej Węgier, Czech i Niemiec Barbary Cylejskiej i kuzynka królowej Polski, Anny. 
Garai otrzymał tytuł w 1447 roku. W czasie wojny o sukcesję na Węgrzech wspierał Władysława Pogrobowca. Po zabójstwie Ulryka II Cylejskiego, razem z królem i Miklósem Újlakim, doprowadził do skazania na karę śmierci jego zabójcy, Władysława Hunyadiego. 
Po śmierci Władysława Pogrobowca, w celu obsadzenia pustego tronu, w 1458 roku zawarł umowę z rodziną Władysława Hunyadiego. Strony postanowiły, że Maciej Korwin, młodszy brat Władysława, zostanie koronowany na króla Węgier, a w zamian nowy król miał zapewnić Garaiowi, że nie będzie go ścigać za śmierć swojego brata. Rodzina Hunyadych zobowiązywała się także ożenić Macieja z Anną, córką Garaia.
Jednak małżeństwo nie zostało zawarte, ponieważ Maciej został zwolniony z aresztu na dworze króla Czech, Jerzego, pod warunkiem poślubienia córki władcy Czech, Katarzyny. Po powrocie na Węgry nowy król szybko usunął Garaia z urzędu, podobnie jak innych możnych zaangażowanych w śmierć jego brata. Garai wezwał wówczas cesarza Fryderyka III Habsburga na pomoc i zaoferował mu koronę węgierską.
Garai zmarł wkrótce później, jeszcze przed konfrontacją z Maciejem, a wdowa podpisała traktat z królem Maciejem, w którym ona i jej dzieci zapewnili sobie zachowanie majątku.

## Literatura
- Solymosi László (szerk.): Magyarország történeti kronológiája I. A kezdetektől 1526-ig, főszerk.: Benda Kálmán, Budapest, 1981
- Virágvölgyi A. (2008). A Király, Hunyadi Mátyás arcai. Editorial Phyneas: Budapest, Hungría.